# Oral (Stadt)
Oral (kasachisch Орал; russisch Уральск Uralsk) ist eine Großstadt in Kasachstan. Sie befindet sich im Westen des Landes am nördlichen Rand der Kaspischen Senke unweit der Grenze zu Russland rund 250 Kilometer südlich von Samara und etwa 300 Kilometer westlich von Orenburg. Am rechten Ufer des Ural gelegen gehört die Stadt geografisch gesehen zu Europa. Die Stadt ist Verwaltungszentrum und mit 259.776 Einwohnern (Stand 1. Januar 2025) zugleich größte Stadt des Gebietes Westkasachstan.

## Geografie

### Geografische Lage
Oral liegt im Norden des Gebietes Westkasachstan am nördlichen Ende der Kaspischen Senke ungefähr 30 Kilometer entfernt von der kasachisch-russischen Staatsgrenze. Das Stadtgebiet wird von insgesamt drei Flüssen durchflossen. Es befindet sich an der Mündung des Flusses Tschagan in den Fluss Ural (kasach. Жайық/Schajyq). Außerdem mündet ein paar Kilometer nördlich davon der Fluss Derköl in den Tschagan. Der Ural markiert traditionell die geografische Grenze zwischen Asien und Europa. Da die Stadt auf der nordwestlichen Seite des Ural liegt, ist sie die einzige Großstadt Kasachstans, die sich komplett auf dem europäischen Kontinent befindet.
Das Umland von Oral besteht aus steppenartigen Ebenen, die nur durch den Ural durchflossen werden. Das Stadtgebiet besitzt eine Ost-West-Ausdehnung von circa zwölf Kilometern und eine Nord-Süd-Ausdehnung von rund fünf Kilometern. Die Entfernung zur Hauptstadt Astana beträgt 1747 Kilometer. Neben der Kernstadt sind der Stadtverwaltung noch einige ländliche Siedlungen sowie drei größere Dörfer im Umland unterstellt: nördlich der Stadt das Dorf Derköl, im Westen das Dorf Saschaghan und im Süden das Dorf Krugloosernoje.

### Klima
Oral und seine nähere Umgebung weisen ein für Nordkasachstan typisches feuchtes und sommerheißes Kontinentalklima auf, was der effektiven Klimaklassifikation Dfa entspricht. Die Sommer sind heiß und trocken, wohingegen die Winter sehr kalt sind. Die kältesten Monate des Jahres sind Januar und Februar mit einer mittleren Tagestemperatur von rund −12 °C; nicht selten sind zu dieser Zeit Temperaturen von unter −20 °C, in Ausnahmefällen (wie zuletzt im Jahr 1943) kann es bis zu −40 °C kalt werden. Im Februar des besagten Jahres fiel die Temperatur auf −43,1 °C ab. Die Sommer in Oral sind warm mit Durchschnittstemperaturen um 20 °C. Im Juli 1954 wurde eine Höchsttemperatur von 41,6 °C gemessen. Die Flüsse einschließlich des Ural frieren in den Wintermonaten im Regelfall zu. Die Schneedecke ist im Durchschnitt rund 15 cm dick; in besonders schneereichen Wintern kann sie aber auch bis zu 70 cm betragen. Die jährliche Niederschlagsmenge beträgt rund 350 mm, wobei der meiste Niederschlag im Sommer und Herbst auftritt. Die Frühlingsmonate sind im Gegensatz dazu durch eine relativ geringe Niederschlagsmenge gekennzeichnet.
|                        | Jan   | Feb   | Mär  | Apr  | Mai  | Jun  | Jul  | Aug  | Sep  | Okt  | Nov  | Dez   |   |      |
| Mittl. Temperatur (°C) | −11,7 | −11,6 | −5,1 | 8,0  | 15,9 | 20,9 | 22,6 | 20,3 | 14,0 | 5,6  | −2,5 | −8,0  | ⌀ | 5,8  |
| Mittl. Tagesmax. (°C)  | −7,5  | −7,1  | −0,7 | 14,2 | 23,1 | 28,0 | 29,6 | 27,5 | 21,1 | 11,0 | 0,9  | −4,6  | ⌀ | 11,4 |
| Mittl. Tagesmin. (°C)  | −15,8 | −15,9 | −9,1 | 2,6  | 8,6  | 13,9 | 15,9 | 13,6 | 8,0  | 1,3  | −5,5 | −11,6 | ⌀ | 0,6  |
|                        |       |       |      |      |      |      |      |      |      |      |      |       |   |      |
| Niederschlag (mm)      | 28    | 20    | 23   | 21   | 29   | 32   | 43   | 26   | 28   | 40   | 29   | 29    | Σ | 348  |
|                        |       |       |      |      |      |      |      |      |      |      |      |       |   |      |
| Sonnenstunden (h/d)    | 2,7   | 4,3   | 5,3  | 7,6  | 10,1 | 10,1 | 10,5 | 9,5  | 7,3  | 4,4  | 2,1  | 2,1   | ⌀ | 6,3  |
|                        |       |       |      |      |      |      |      |      |      |      |      |       |   |      |
| Regentage (d)          | 6     | 4     | 6    | 9    | 10   | 11   | 10   | 9    | 10   | 11   | 10   | 7     | Σ | 103  |
|                        |       |       |      |      |      |      |      |      |      |      |      |       |   |      |
| Luftfeuchtigkeit (%)   | 83    | 81    | 81   | 65   | 55   | 57   | 58   | 57   | 61   | 73   | 83   | 83    | ⌀ | 69,7 |

| −15,8 |

| −15,9 |

| −9,1 |

| 2,6 |

| 8,6 |

| 13,9 |

| 15,9 |

| 13,6 |

| 8,0 |

| 1,3 |

| −5,5 |

| −11,6 |

| −15,8 |

| −15,9 |

| −9,1 |

| 2,6 |

| 8,6 |

| 13,9 |

| 15,9 |

| 13,6 |

| 8,0 |

| 1,3 |

| −5,5 |

| −11,6 |

## Geschichte
Die Stadt wurde 1613 unter dem Namen Jaizk als Siedlung der Ural-Kosaken gegründet. Bereits 1772 kam es in der Stadt und der Umgebung zu einem Aufstand gegen die örtlichen russischen Befehlshaber, der niedergeschlagen wurde. Dies war der Auslöser für den Pugatschow-Aufstand, an dessen Ende die Umbenennung der Stadt in Uralsk erfolgte. Auch im 19. Jahrhundert gab es mehrere kleinere Aufstände der Kosaken in der Stadt die von russischen Truppen niedergeschlagen wurden. Der Ort entwickelte sich zu einem Handelszentrum und wurde 1894 an die Rjasan-Ural-Eisenbahn angeschlossen. Während des russischen Bürgerkrieges war die Stadt heftig umkämpft und wurde 1919 mehrere Monate lang von der Weißen Armee belagert.
Die Stadt wurde 1584 durch die dort ansässigen Kosaken gegründet und erhielt das Stadtrecht im Jahr 1613. Oral hieß bis 1775 Jaiksk (auch  Jaizk bzw. Jaitsk), da der Fluss Ural damals den Namen Jaik trug. 1772 kam es zu einem ersten Kosakenaufstand gegen den örtlichen Befehlshaber General Traubenberg, der zusammen mit einigen anderen Offizieren am 12. Februar des Jahres ermordet wurde. Traubenberg hatte auf dem Abschneiden der Kosakenbärte bestanden und dasselbe schließlich „auf öffentlichem Markt“ durchgeführt; nach Niederschlagung des Aufstands und Bestrafung der Rädelsführer flohen mehrere hundert Aufständische in die umliegenden Sümpfe. Am 17. September 1773 erhoben sich Kosaken, Tataren und Leibeigene in Jaiksk unter Führung des Donkosaken und Armeedeserteurs Jemeljan Pugatschow – der behauptete, der seinen Häschern entkommene, tatsächlich 1762 ermordete Peter III. zu sein – gegen Katharina die Große und nahmen mit einer bis zu 9000 Mann starken Armee u. a. die Städte Orenburg und Ufa ein. Am 15. Januar 1775 erklärte Katharina die Umbenennung sowohl des Flusses Jaik in Ural als auch der Stadt Jaiksk in Uralsk.
Nach der Unabhängigkeit Kasachstans von der Sowjetunion wurde die Stadt in Oral umbenannt. Oral ist die Hauptstadt der kasachischen Region Westkasachstan (Batys Qasaqstan).

## Politik

### Bürgermeister
Derzeitiger Bürgermeister (Äkim, kas. Әкім) von Oral ist seit dem 1. Oktober 2024 Murat Baimenow. Während sowjetischer Zeit stand der Stadtverwaltung der Vorsitzende des Exekutivausschusses vor. Nachfolgend die Bürgermeister der Stadt seit 1991:
| - Bolat Moldaschew (1991) - Qabibolla Schaqypow (1989–1993) - Qatauolla Äschighalijew (1993–1994) - Oleg Rachimberdin (1994–1999) - Weniamin Muqatajew (1999–2005) - Saghynbek Mutaschew (2005–2008) - Samigholla Orasow (2008–2012) | - Bolat Schäkimow (2012–2013) - Altai Kölginow (2013–2016) - Nariman Töreghalijew (2016–2017) - Murat Muqajew (2017–2019) - Abat Schynybekow (2019–2022) - Mirschan Satqanow (2022–2024) - Murat Baimenow (2024–) |

### Wappen
Das Wappen von Oral ist rechteckig. Die gezackte Linie am oberen Rand symbolisiert den Standort der Stadt an der Grenze zweier Staaten – Kasachstan und Russland – sowie die Lage an der Grenze zwei Kontinente – Asien und Europa. Die zwei blauen gebogenen Linien stellen die beiden Wasseradern der Region dar, die Flüsse Ural und Tschagan. In der oberen Hälfte befindet sich die Abbildung eines silberweißen Pferdes als Symbol für Freiheit und Fortschritt. Das Pferd war zudem ständige Begleiter der kasachischen Steppenvölker. Die farbliche Gestaltung des Wappens weist vier verschiedene Farben auf. Die blaue Farbe des unteren Bereiches, die Farbe der kasachischen Nationalflagge, symbolisiert die Zugehörigkeit zur Republik Kasachstan. Das Hellgrün steht für die natürlichen Ressourcen der Stadt und die gelbe Farbe verkörpert die Steppe, in deren Mitte die Stadt an der Grenze zwischen Europa und Asien errichtet wurde.

### Städtepartnerschaften
Oral unterhält Partnerschaftsbeziehungen zu folgenden ausländischen Städten:
- Atyrau, Kasachstan
- Blagoewgrad, Bulgarien
- Manisa, Türkei
- Orenburg, Russland
- Ostrava, Tschechien
- Saratow, Russland

## Bevölkerung
Die Berechnung für das Jahr 2020 ergab für Oral eine Bevölkerungszahl von 234.155 Einwohnern. Die Bevölkerung der Stadt setzt sich zu fast 55 Prozent aus ethnischen Kasachen zusammen, die meisten Einwohner sind muslimischen Glaubens. Die Russen, die mehrheitlich der russisch-orthodoxen Kirche angehören, haben einen Anteil von knapp 38 Prozent an der Bevölkerung der Stadt. Andere Volksgruppen sind die Ukrainer mit 2,4 Prozent und die Tataren mit zwei Prozent. Des Weiteren leben eine kleinere Anzahl von Deutschen, Weißrussen und Aserbaidschanern in Oral.

### Einwohnerentwicklung
Bei der ersten und einzigen Volkszählung im Russischen Reich 1897 wies die Stadt eine Bevölkerungszahl von 36.466 Personen auf. Damit war sie die mit Abstand größte Stadt auf dem Territorium des heutigen Kasachstan. Die Einwohnerzahl stieg auch in den folgenden Jahren an und bereits gegen Ende der 1950er Jahre wurde Oral zur Großstadt mit mehr als 100.000 Einwohnern. Anfang der 1990er Jahre überschritt die Zahl der Einwohner die Marke von 200.000 Menschen und erreichte 1991 den Stand von knapp 214.000 Einwohnern. Nach dem Zusammenbruch der Sowjetunion begann, wie nahezu in ganz Kasachstan, die Bevölkerungszahl vorübergehend abzunehmen. Heute leben in der Stadt selbst 259.776 Menschen. Das gesamte Gebiet, das der Stadtverwaltung unterstellt ist und noch mehrere Siedlungen und Dörfer umfasst, weist eine Bevölkerung von 368.915 Menschen auf (Stand 1. Januar 2025).
| Jahr  | Einwohner |
| ----- | --------- |
| 1897¹ | 36.466    |
| 1939¹ | 67.575    |
| 1959¹ | 103.914   |
| 1970¹ | 134.162   |
| 1979¹ | 167.352   |
| 1989¹ | 199.835   |

| Jahr  | Einwohner |
| ----- | --------- |
| 1999¹ | 195.459   |
| 2004  | 195.811   |
| 2005  | 198.137   |
| 2006  | 201.970   |
| 2007  | 205.277   |
| 2008  | 208.814   |

| Jahr  | Einwohner |
| ----- | --------- |
| 2009¹ | 202.161   |
| 2010  | 207.109   |
| 2011  | 213.107   |
| 2012  | 218.136   |
| 2013  | 222.808   |
| 2014  | 227.368   |

| Jahr | Einwohner |
| ---- | --------- |
| 2015 | 230.775   |
| 2016 | 232.493   |
| 2017 | 236 551   |
| 2018 | 235.749   |
| 2019 | 234.167   |
| 2020 | 234.155   |

¹ Volkszählungsergebnis

## Kultur und Sehenswürdigkeiten

### Bauwerke
Oral ist eine der ältesten Städte Kasachstans deren Stadtentwicklung sich hauptsächlich entlang des heutigen Nasarbajew-Prospekt (bis 2019 Dostyk-Prospekt) vollzog. Obwohl Anfang des 20. Jahrhunderts viele der Kirchen der Stadt zerstört wurden, befinden sich auch heute ein Großteil der erhaltenen historischen Bauten der Stadt entlang des Nasarbajew-Prospekt. Eines der ältesten weltlichen Bauwerke in Oral ist das Ataman-Haus. 1825 erbaut war es lange Zeit die Residenz der Anführer des Ural-Kosakenheeres. Auch bekannte russische Schriftsteller wie Alexander Puschkin, Wassili Schukowski und Lew Tolstoi wohnten während ihrer Aufenthalte in der Stadt hier. Eines der bekanntesten Bauwerke ist das um 1900 vom russischen Kaufmann Alexander Trifonowitsch Karew errichtete Karew-Haus. Ursprünglich als Mietshaus erbaut beherbergte es bis in die 2000er Jahre auch Geschäfte und ein Hotel. Heute sind darin die Philharmonische Kurmangalijew-Gesellschaft und eine Bibliothek untergebracht.
Eines der ältesten Gebäude in Oral ist die Erzengel-Michael-Kathedrale. Nach zehnjähriger Bauzeit wurde das Kirchengebäude 1751 vollendet und dem Erzengel Michael, dem Schutzpatron der Kosaken, geweiht. Eine weitere bedeutende Kirche ist die Christ-Erlöser-Kirche, oder im Volksmund auch „Goldene Kirche“ genannt, im Zentrum von Oral. Diese Kirche wurde von 1871 bis 1907 errichtet und ist mit acht rechteckigen Türmen versehen, von denen jeder eine kleine goldene Kuppel trägt. Die Erlöser-Verklärungs-Kirche liegt im Norden der Stadt in einem ehemaligen Friedhof. Dieses Kirchengebäude wurde, wie die meisten in Oral, im 19. Jahrhundert erbaut; die Weihe des, durch Spenden finanzierten Bauwerks, fand am 31. Juli 1888 statt. In Oral gibt es auch mehrere Moscheen. Die Rote Moschee wurde 1871 erbaut und ist der älteste islamische Sakralbau in Oral. Im November 2005 wurde mithilfe finanzieller Unterstützung der beiden Unternehmen Mangghystaumunaigas und KazMunayGas sowie ausländischer Geldgeber die Neue Moschee erbaut. Das moderne Bauwerk mit zwei Minaretten ausgestattet und bietet Platz für 1500 Personen.

Bauwerke in Oral
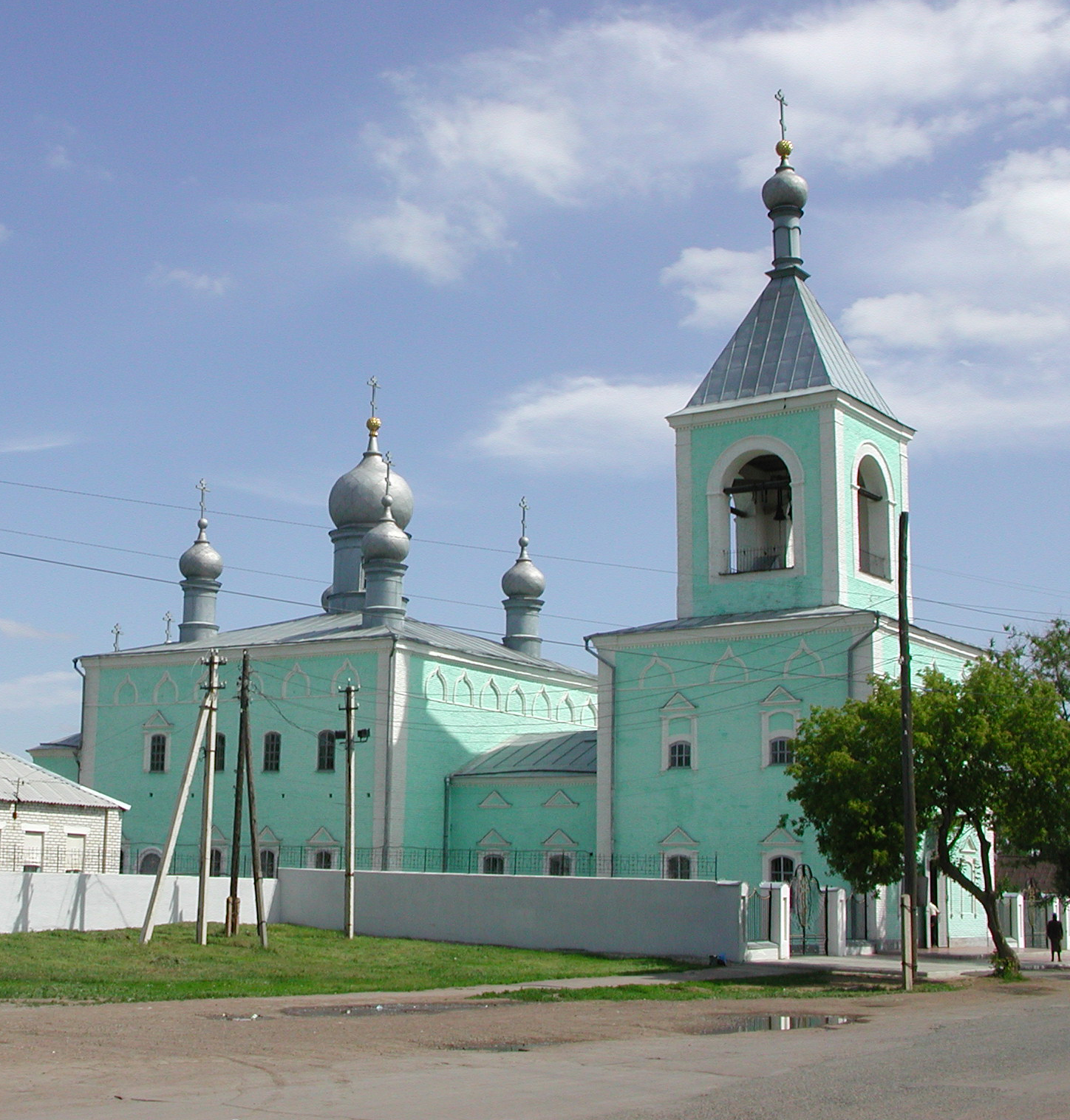
Erzengel-Michael-Kathedrale
Karew-Haus
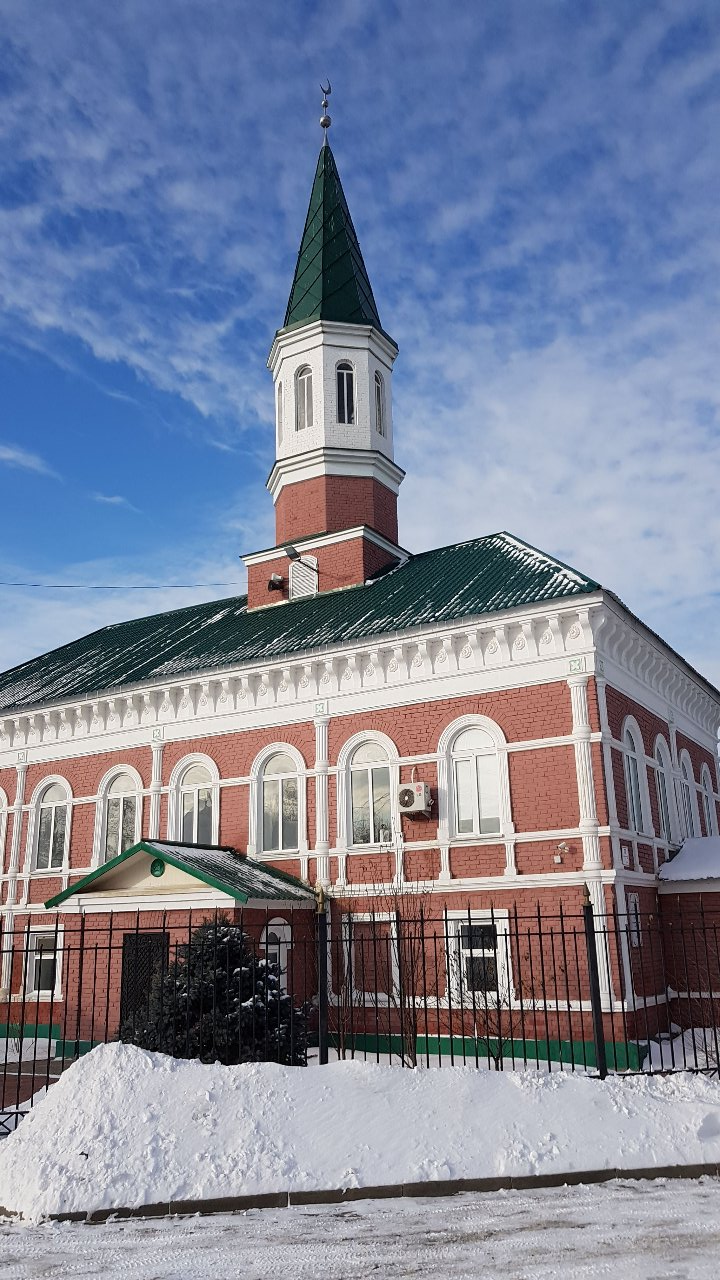
Rote Moschee
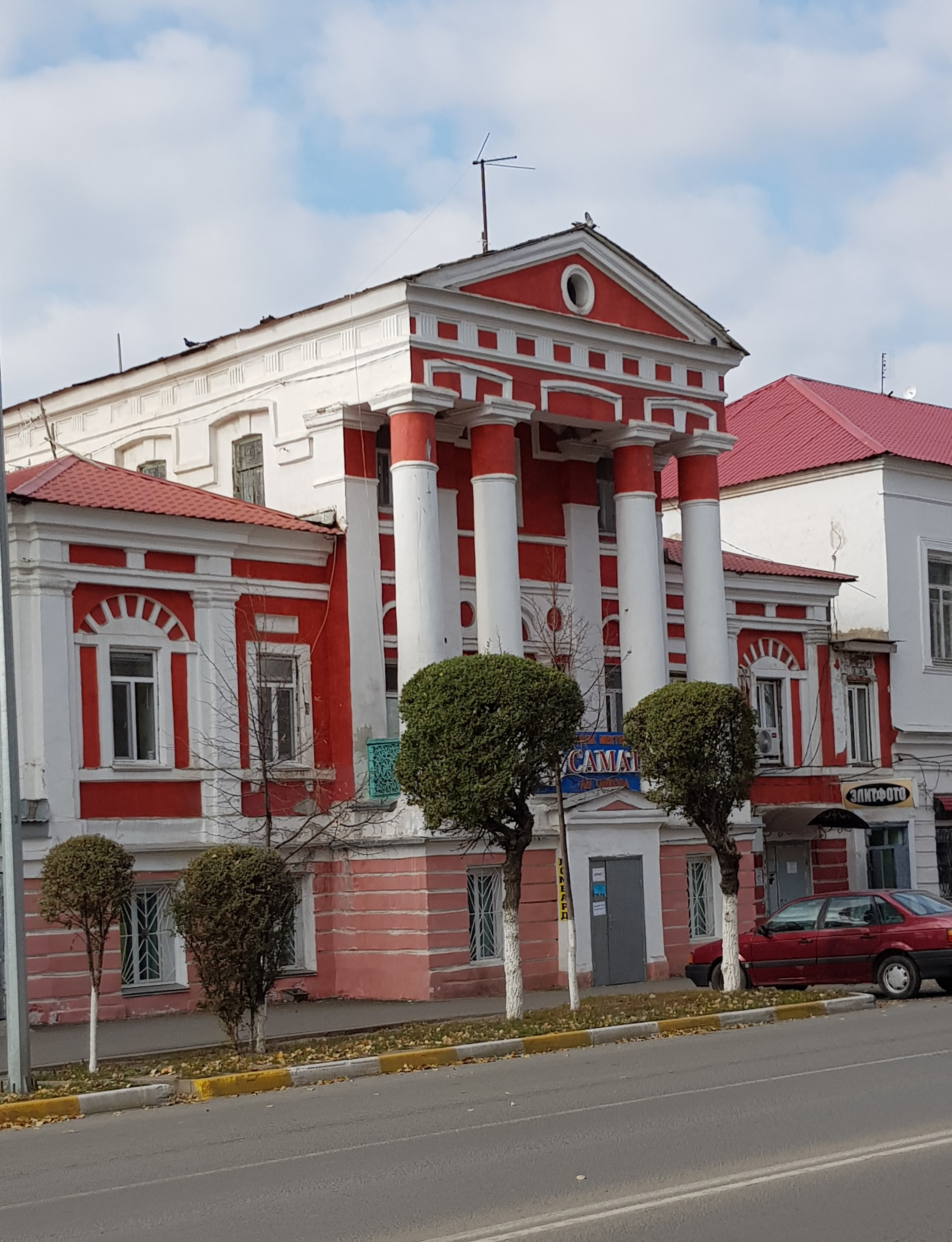
Misinowych-Haus
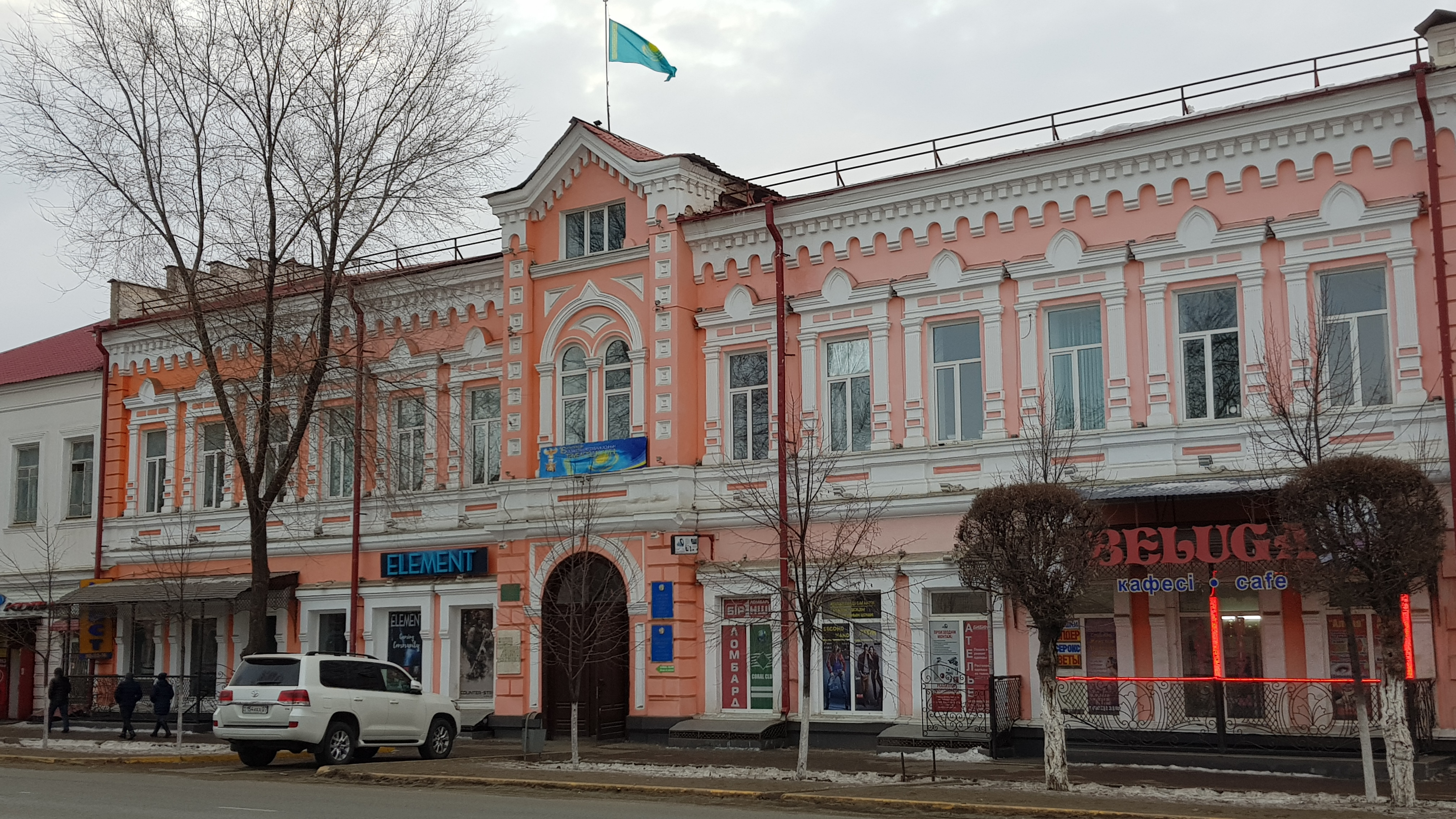
Gebäude des ehemaligen „Hotel Russland“
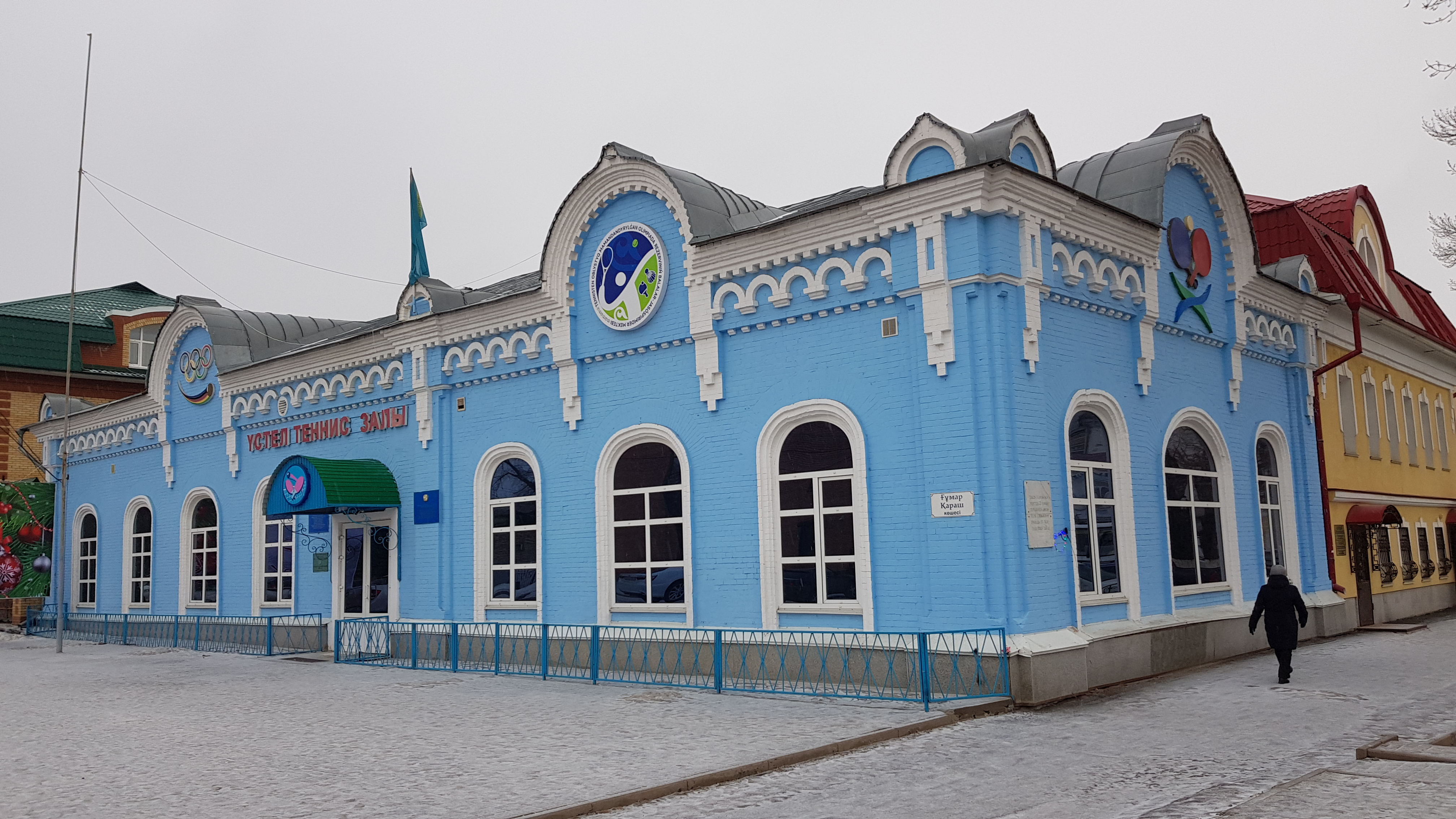
Kino Tschapajew

### Museen
Als kulturelles Zentrum von Westkasachstan verfügt Oral über mehrere bedeutende Museen.  Hier ist vor allem zu nennen das Heimatmuseum Oral, das im Jahr 1831 gegründet wurde und in einem Gebäude im orientalischen Stil untergebracht ist. Unter den insgesamt 102.917 Exponaten gibt es Kunsthandwerk, militärische Rüstungen von Kriegern, Pferdegeschirr und Haushaltsgegenstände der Menschen im Ural. Das Museum beinhaltet unter anderem die Themenbereiche Archäologie, Geschichte, die Geschichte der sowjetischen Zeit, Kunstgeschichte, Literatur, Wissenschaft und Bildung in Westkasachstan, Ethnographie des kasachischen Volkes und Geschichte der Republik Kasachstan. Wie die meisten der Museen der Stadt befindet sich auch das Museum für Natur und Ökologie am Prospekt Dostyk-Druschba. Es ist ein Teil des Heimatmuseums der Region Westkasachstan und mit rund 10.500 Exponaten eines der größeren Museen der Stadt. Hier werden dem Besucher auf 150 Quadratmetern in drei Sälen Mineralien und Knochen alter Tiere, so unter anderem einen Backenzahn eines Mammuts, und Insekten gezeigt. Außerdem sind Dioramen zu den Themen Steppe und Wald ein Teil der Ausstellung.

Museen in Oral
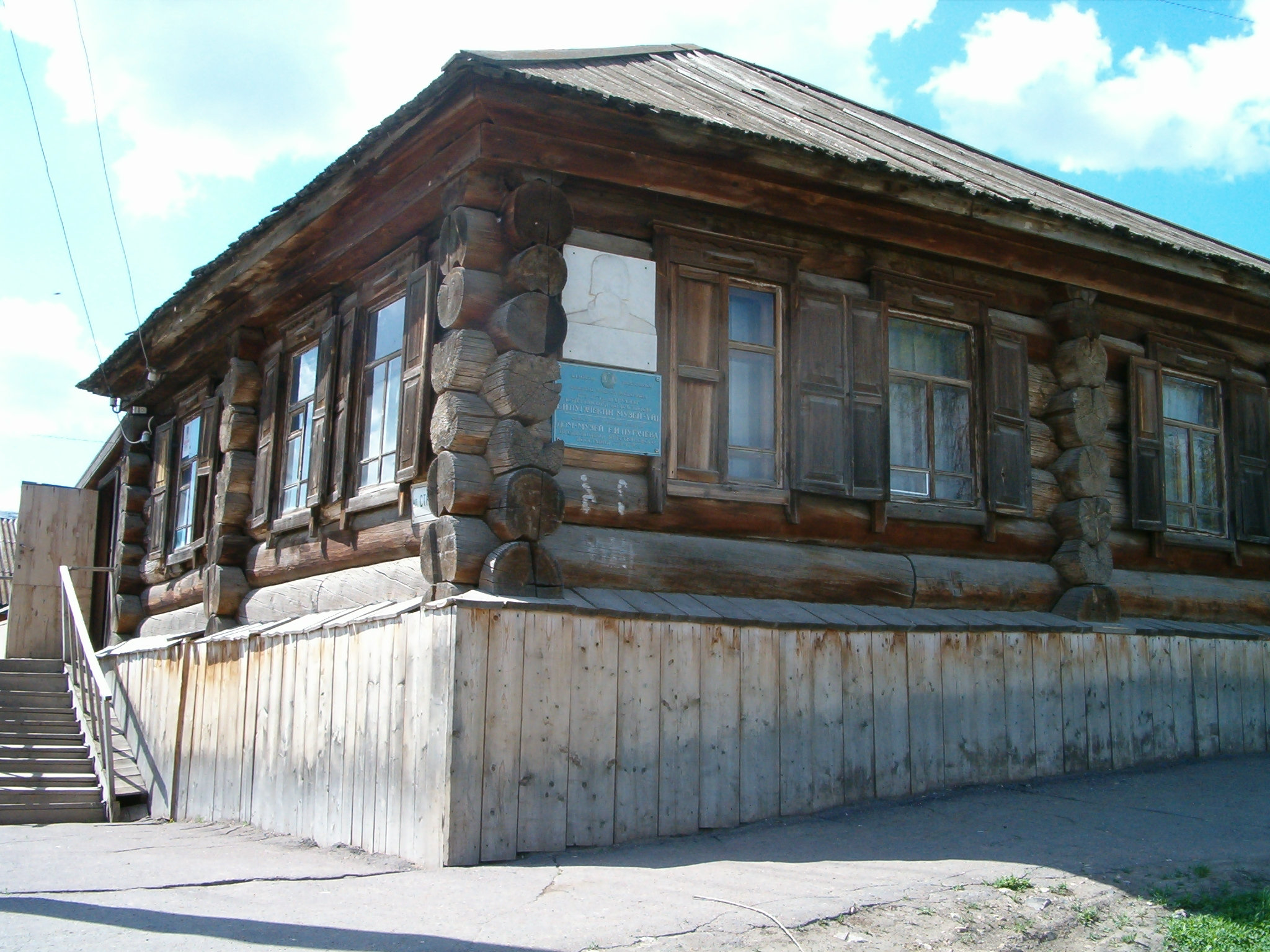
Hausmuseum von Jemeljan Pugatschow
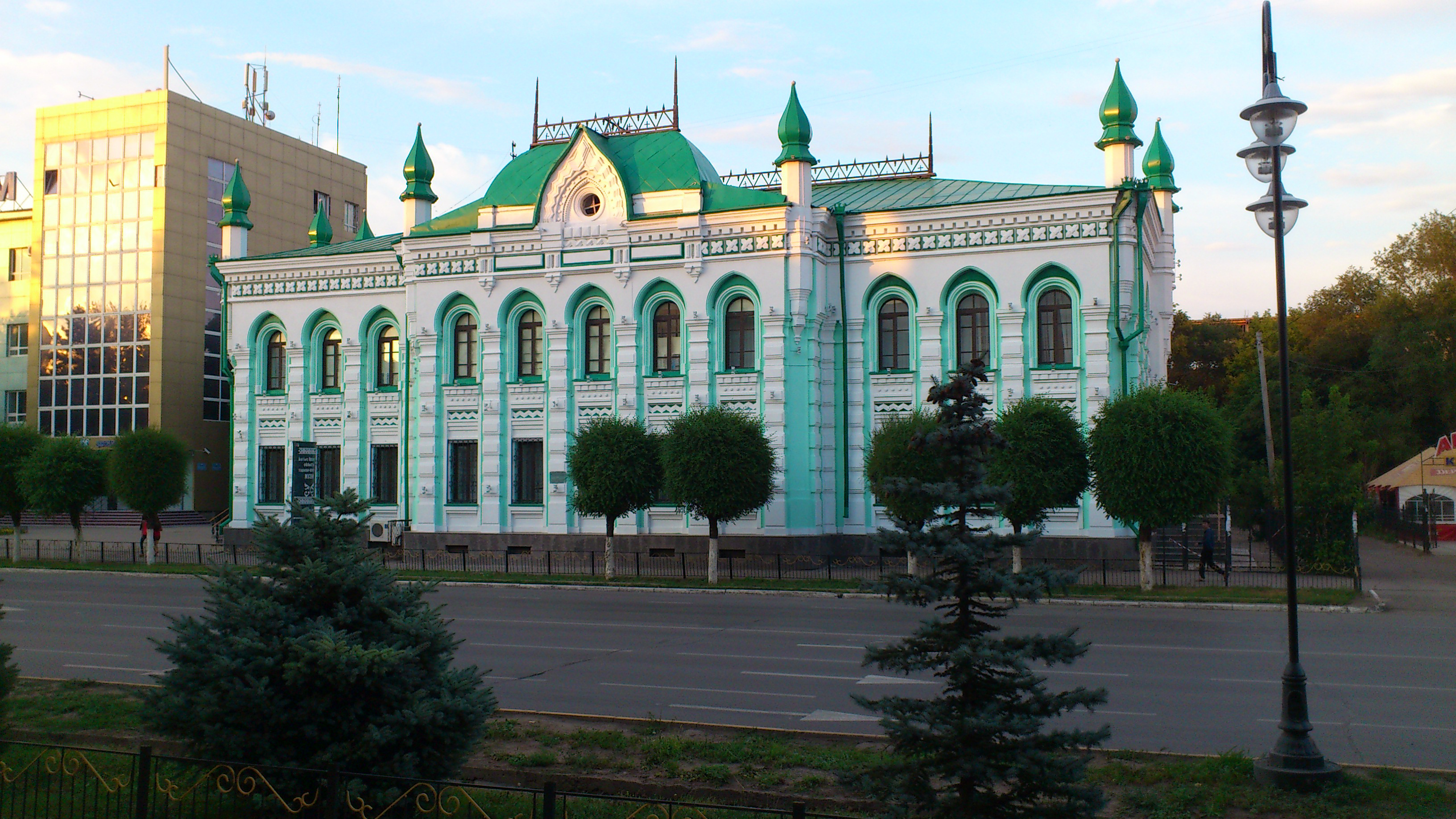
Heimatmuseum
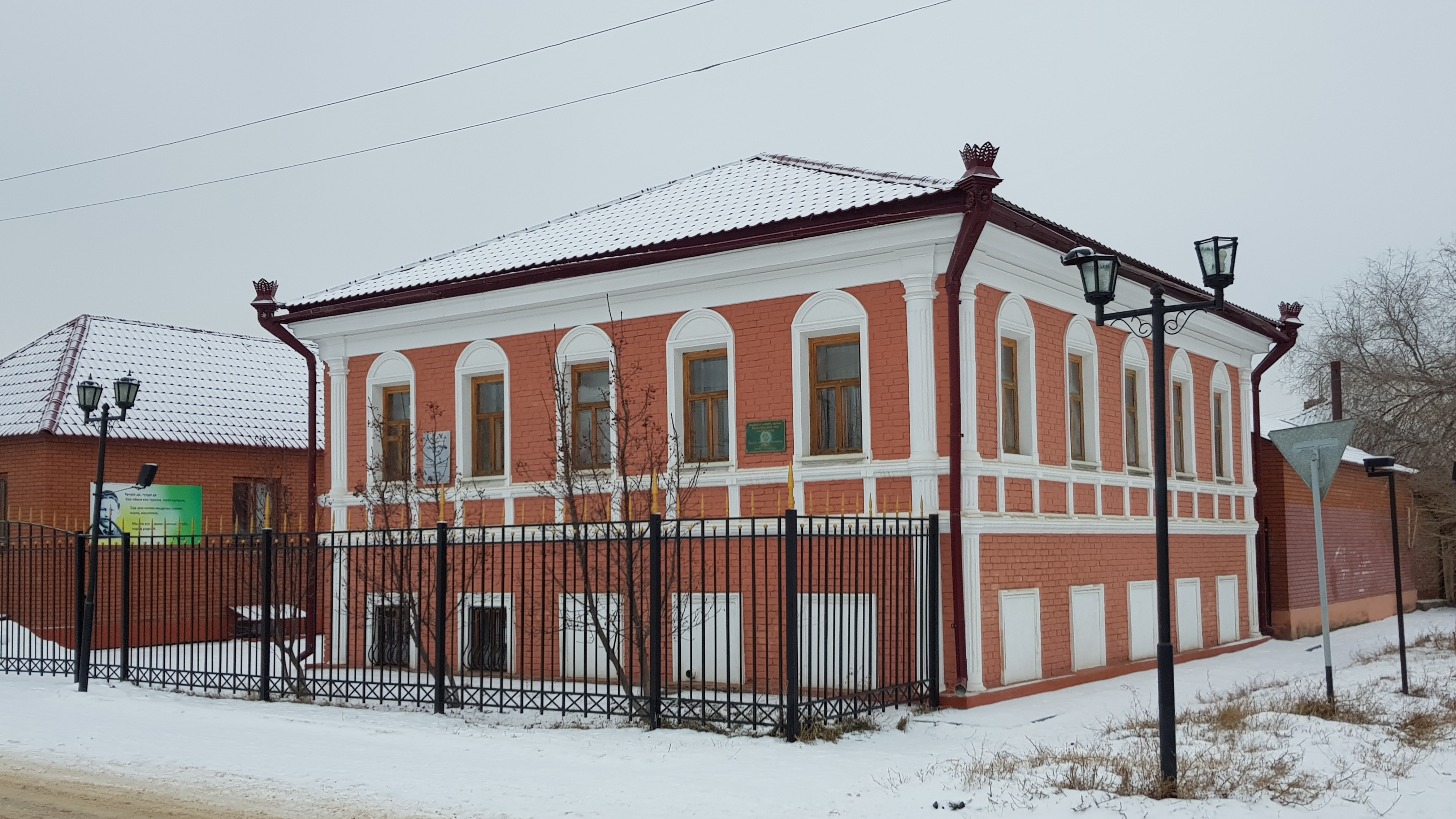
Gabdulla Tukaj-Museum
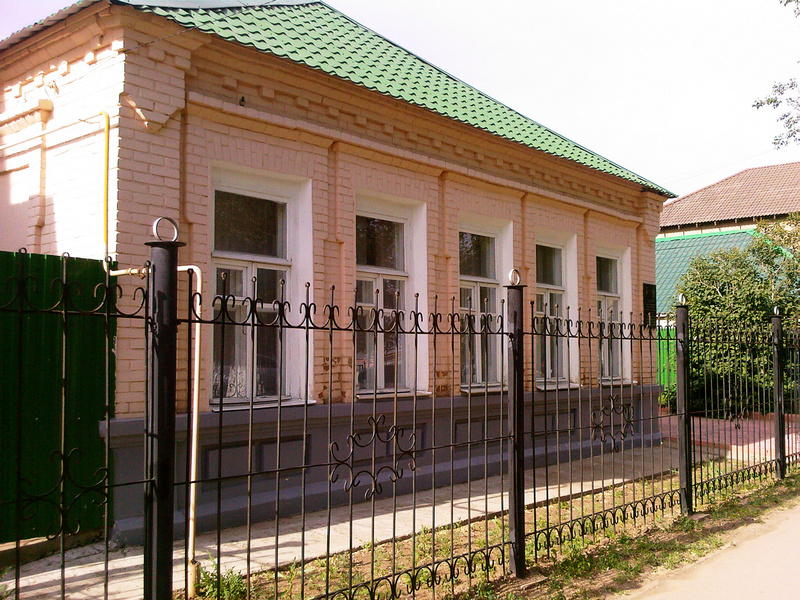
Manschuk Mametowa-Museum

Das Puschkin-Museum ist dem russischen Nationaldichter und Begründer der modernen russischen Literatur Alexander Sergejewitsch Puschkin gewidmet. Es befindet sich in dem Gebäude, in dem Puschkin während eines Aufenthalts im Herbst 1883 in Oral wohnte. Zu sehen sind unter anderem alte Ausgaben von „Die Hauptmannstochter“ und „Geschichte des Pugatschew'schen Aufruhrs“ sowie Manuskripte, Fotos und andere Dokumente des Schriftstellers. Zu den bekannten Museen von Oral gehört auch das Hausmuseum Jemeljan Pugatschow. Das Museumsgebäude selbst stellt als hölzerne Kosakenhütte ein historisches Denkmal dar. Seit 1991 sind in dem Haus Exponate über den Don-Koskanen Jemeljan Iwanowitsch Pugatschow und die Geschichte der Uralkosaken zu sehen. Im Museum des Helden der Sowjetunion Manschuk Mametowa wird an Manschuk Mametowa erinnert, die als erste kasachische Frau den Titel Held der Sowjetunion verliehen bekam. Das Museum ist seit der Eröffnung 1982 in dem Haus untergebracht, in dem die Familie Mametowa von 1932 bis 1934 lebte und zeigt verschiedene Fotografien, Dokumente und persönliche Gegenstände der Familie Mametowa.

### Theater
Es gibt zwei Theater in der Stadt:
- Russisches Ostrowski-Dramatheater
- Regionales Kasachisches Dramatheater

### Sport
In der Stadt ist der Fußballverein Aqschajyq Oral beheimatet. Auch der Bandyverein Aqschajyq.

## Wirtschaft und Infrastruktur

### Verkehr
In der Nähe der Stadt liegt der internationale Flughafen Oral Aq Schol.

### Bildung
In Oral gibt mehrere Hochschulen und Universitäten:
- Staatliche Universität Westkasachstan
- Agrartechnische Universität Westkasachstan
- Universität für Ingenieurwesen und Technologie Westkasachstan
- Kasachische Universität für Innovation und Telekommunikationssysteme

## Söhne und Töchter der Stadt
- Nasib Schiganow (1911–1988), tatarischer Komponist
- Waleri Leonow (* 1942), russischer Bibliothekar
- Ljalja Kusnezowa (* 1946), sowjetisch-russische Ingenieurin und Fotografin tatarischer Herkunft
- Zakhar Bron (* 1947), russischer Violinist und Geigenlehrer
- Jelena Drapeko (* 1948), russische Schauspielerin und Politikerin
- Jelena Wolodina-Antonowa (* 1971), Skilangläuferin
- Murtas Qaschyghalijew (* 1973), Schachspieler
- Nurbol Schumasqaliew (* 1981), Fußballspieler
- Jelena Poljonowa (* 1983), russische Handballspielerin
- Alexei Kolessow (* 1984), Radrennfahrer
- Georgi Scheiko (* 1989), Geher
- Harry Schäfer (* 1990), deutscher Schauspieler
- Nurbergen Schumagasijew (* 1990), Shorttracker
- Inna Simonowa (* 1990), Shorttrackerin
- Absal Äschghalijew (* 1992), Shorttracker
- Stas Pokatilow (* 1992), Fußballtorwart
- Jekaterina Larionowa (* 1994), Ringerin
- Sarina Sitkasinowa (* 1996), Volleyballspielerin
- Ädil Ghaliachmetow (* 1998), Shorttracker